# Джецин
Джецин (пол. Drzecin, нім. Trettin) — село в Польщі, у гміні Слубіце Слубицького повіту Любуського воєводства.
Населення — 279 осіб (2011).
У 1975-1998 роках село належало до Гожовського воєводства.

## Демографія
Демографічна структура станом на 31 березня 2011 року:
|          | Загалом | Допрацездатний вік | Працездатний вік | Постпрацездатний вік |
| -------- | ------- | ------------------ | ---------------- | -------------------- |
| Чоловіки | 138     | 27                 | 102              | 9                    |
| Жінки    | 141     | 26                 | 94               | 21                   |
| Разом    | 279     | 53                 | 196              | 30                   |